# Víctor Lavalle
Pour les articles homonymes, voir Lavalle.
Ne doit pas être confondu avec Victor LaValle.
Víctor Guarderas Lavalle, communément appelé Víctor Lavalle (né dans le district de Chorrillos à Lima, le 25 juillet 1911 et mort dans le district de La Victoria, dans la même ville, le 10 octobre 1975), est un footballeur péruvien qui jouait au poste de défenseur.

## Biographie
Víctor Lavalle rejoint l'Alianza Lima en 1929. Il doit attendre 1933 pour faire ses débuts en équipe première, année où il remporte le championnat du Pérou. Il forme alors la charnière centrale de l'Alianza en compagnie de Juan Rostaing. Mais c'est pourtant avec Arturo Fernández, un joueur de l'Universitario de Deportes – le rival honni de l'Alianza Lima – qu'il formerait un grand duo en défense. En effet, Fernández vient renforcer l'équipe de l'Alianza lors d'une tournée au Chili et le binôme Lavalle-Fernández créé la sensation au point d'être baptisé du nom de Pareja Tempestad (« le couple tonnerre ») par la presse locale et internationale.
International péruvien, Víctor Lavalle participe aux Jeux olympiques de 1936 à Berlin et dispute les deux rencontres de son pays face à la Finlande et l'Autriche.
Grand espoir en défense, la carrière de Lavalle connaît une triste fin. Le 8 novembre 1936, lors d'un match de préparation au championnat sud-américain de 1937 à Buenos Aires, il blesse gravement l'attaquant Jorge Chávez Boza de l'Atlético Chalaco. Ce dernier meurt quatre jours plus tard à la suite de l'amputation de sa jambe droite (pour éviter la gangrène). Lavalle, considéré responsable de cette mort, est répudié par le public et doit prendre sa retraite prématurément en 1937,.
Il meurt le 10 octobre 1975 dans le quartier de El Porvenir dans le district de La Victoria à Lima.

## Palmarès

### En club
Alianza Lima
- Championnat du Pérou (1) :
  - Champion : 1933.